# 青洲 (中西區)
青洲（英語：Green Island，亦作 Tsing Chau），又稱大青洲（英語：Tai Tsing Chau）是香港的其中一個島嶼，在香港官方地圖中，青洲的英文島名是 Green Island。地區行政上屬於中西區，與東面的小青洲合稱為大小青洲。島嶼面積10公頃，位於香港島堅尼地城之西北，中間隔著硫磺海峽。
青洲上並沒有居民居住，但設有全香港首個同時使用太陽能及風能發電的自動氣象站，島的東面亦有懲教署青洲羈押中心及青洲警署。
青洲燈塔建築群包括一座建於1875年的舊燈塔及一座於1905年興建的新燈塔，並有一幢前歐籍職員宿舍，以及一幢前看守員房舍。兩座青洲燈塔2008年11月7日根據《古物及古蹟條例》列為法定古蹟。雖然市民希望前往燈塔建築群觀賞，不過，發展局以該地點交通不便及已租作戒毒中心為理由拒絕開放。

## 青洲燈塔建築群

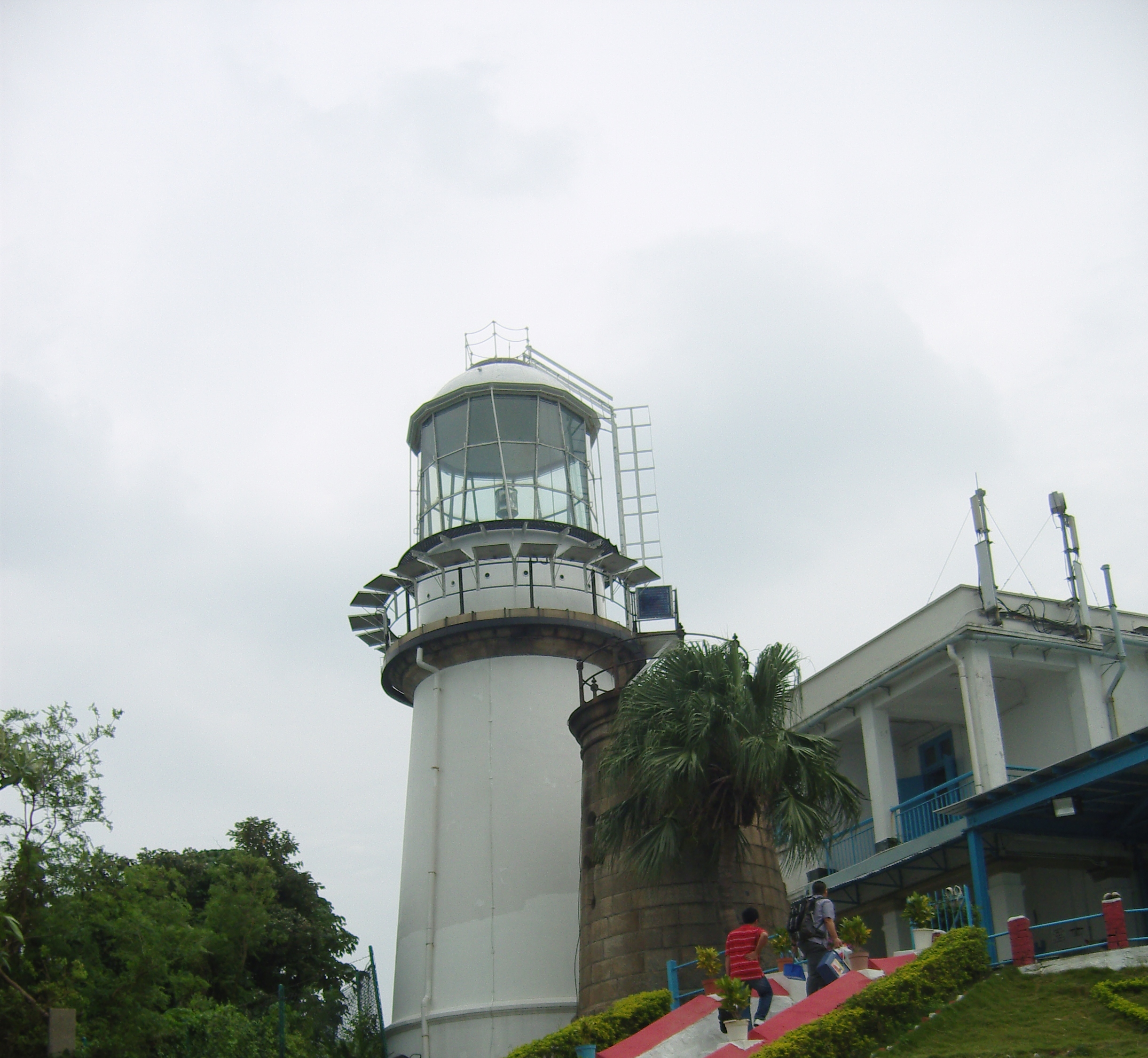
青洲燈塔

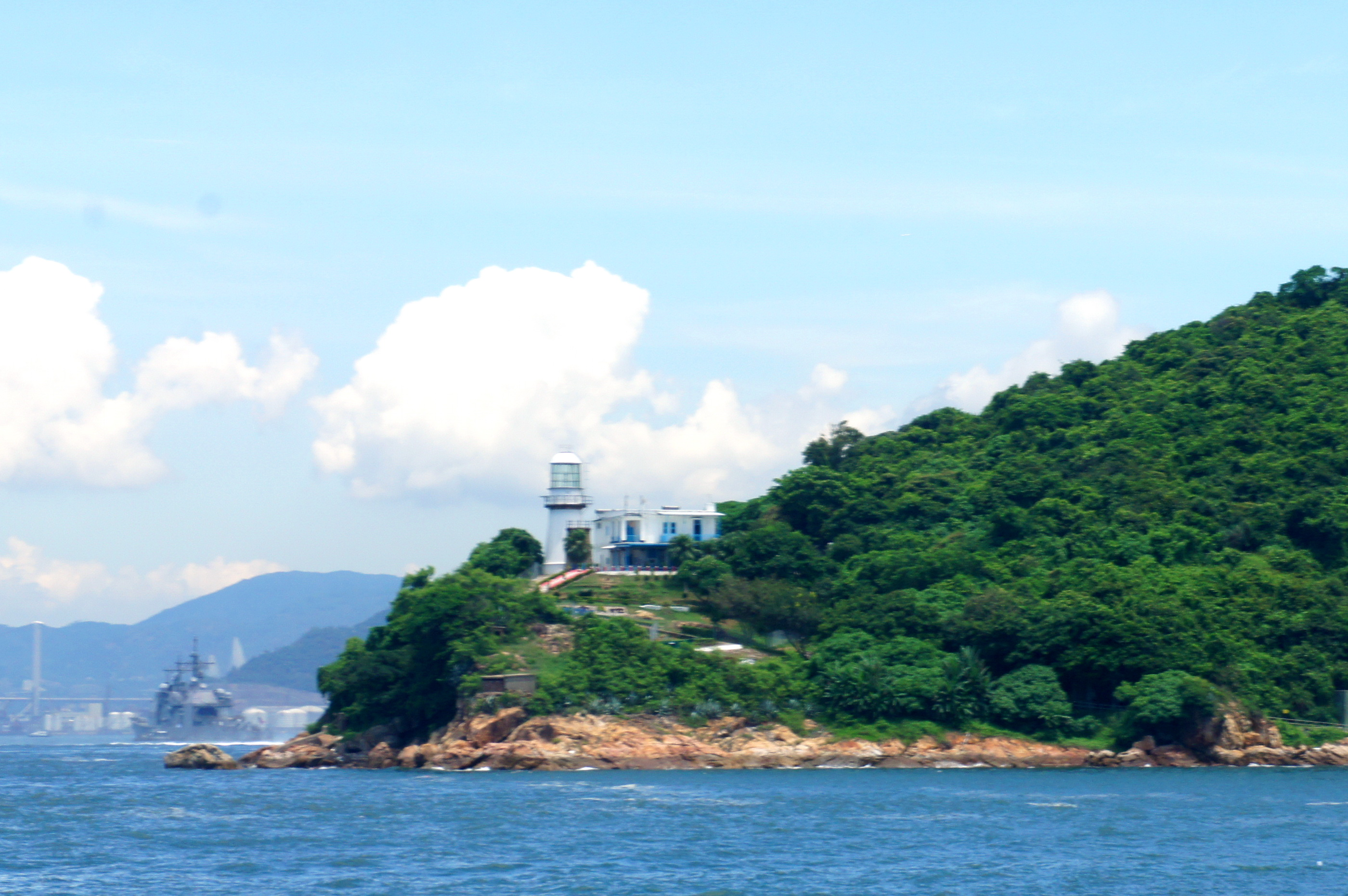
青洲燈塔建築群，髹上白漆的是新燈塔，較矮的是舊燈塔

青洲燈塔建築群於2008年11月7日根據香港《古物及古蹟條例》列為法定古蹟。這建築群包括一座建於1875年的舊燈塔、一座於1905年興建的新燈塔、一幢前歐籍職員宿舍，以及一幢前看守員房舍。舊和新青洲燈塔是香港現存五座戰前燈塔的其中兩座。至於其餘三座，位於橫瀾島和燈籠洲的燈塔已於2000年列為法定古蹟，而位於鶴咀的也於2006年列為法定古蹟。

### 歷史背景
青洲燈塔於1875年7月1日啟用，時為香港首座燈塔於鶴咀建成後約三個月。1901年，當時有計劃把鶴咀燈塔的訊號燈搬移至青洲。為此，青洲需要建造一座更高更大的塔樓，以容納鶴咀的訊號燈。
新青洲燈塔建於舊燈塔旁，於1904年動工，翌年竣工。新燈塔建成後，取代了舊燈塔的功能。新燈塔在1970年代已改為全自動操作，一直使用至今。

### 建築特點
舊燈塔是細小的圓柱形燈塔，以花崗石建造，高約十二米，門口沿邊飾以凸出的粗面隅石。燈塔的牆上有兩個「十」字開口，供塔內通風和透光之用。這些開口與雕鑿與中古時代歐洲堡壘上的槍眼，十分相似。
新燈塔也呈圓柱形，以花崗石和混凝土建造，高十七點五米，頂部裝設一個鋼鑄訊號燈。整座構築物均髹上白漆，不但令航海員易於看見，而且又能發揮隔熱功能和保護構築物本身。螺旋型樓梯以磚石鋪砌，工藝精巧，並築有美觀的欄杆。入口處和窗戶的頂部，則塑造成平圓拱形，並以灰塑裝飾作為點綴。
前歐籍職員宿舍相信是建於十九世紀末，是燈塔建築群不可或缺的部分。該宿舍當中不乏充滿古典風格的裝飾構件，例如前門的門廊，以飾有改良式柱頭的支柱作為支撐。建築物原本只是單層樓房，於1923年才加建頂層。
前看守員房舍是一幢單層、平頂而呈「曲尺」形狀的建築物，外牆開有平圓拱窗戶，頂部則建有飛檐。

### 目前用途
數十年來，新舊青洲燈塔為數以萬計從西面進入香港的船隻輔航，在香港海事史上佔有重要的地位。直至今天，新燈塔仍在操作中。
自1950年代起，由本地人員代替歐籍人員執行看守燈塔的工作，到了1970年代，看守燈塔的工作更由自動化設備所取代。該兩座宿舍建築物曾一度改建為警察康樂中心。現時，青洲燈塔的前職員宿舍、前看守員房舍連同四周範圍（不包括兩座燈塔）均租予非牟利團體基督教互愛中心作為青少年戒毒治療及康復中心之用。

## 填海工程
香港政府曾計劃在堅尼地城以北進行約186公頃的填海工程，把青洲和香港島連接，以提供用地作住宅發展用途，並藉以改善西區的交通情況。由於當局在1995年於憲報刊載青洲公眾卸泥區計劃時，曾接獲多份反對書，包括環保團體的強烈反對，故此政府暫時擱置整項青洲發展計劃。

## 相片集

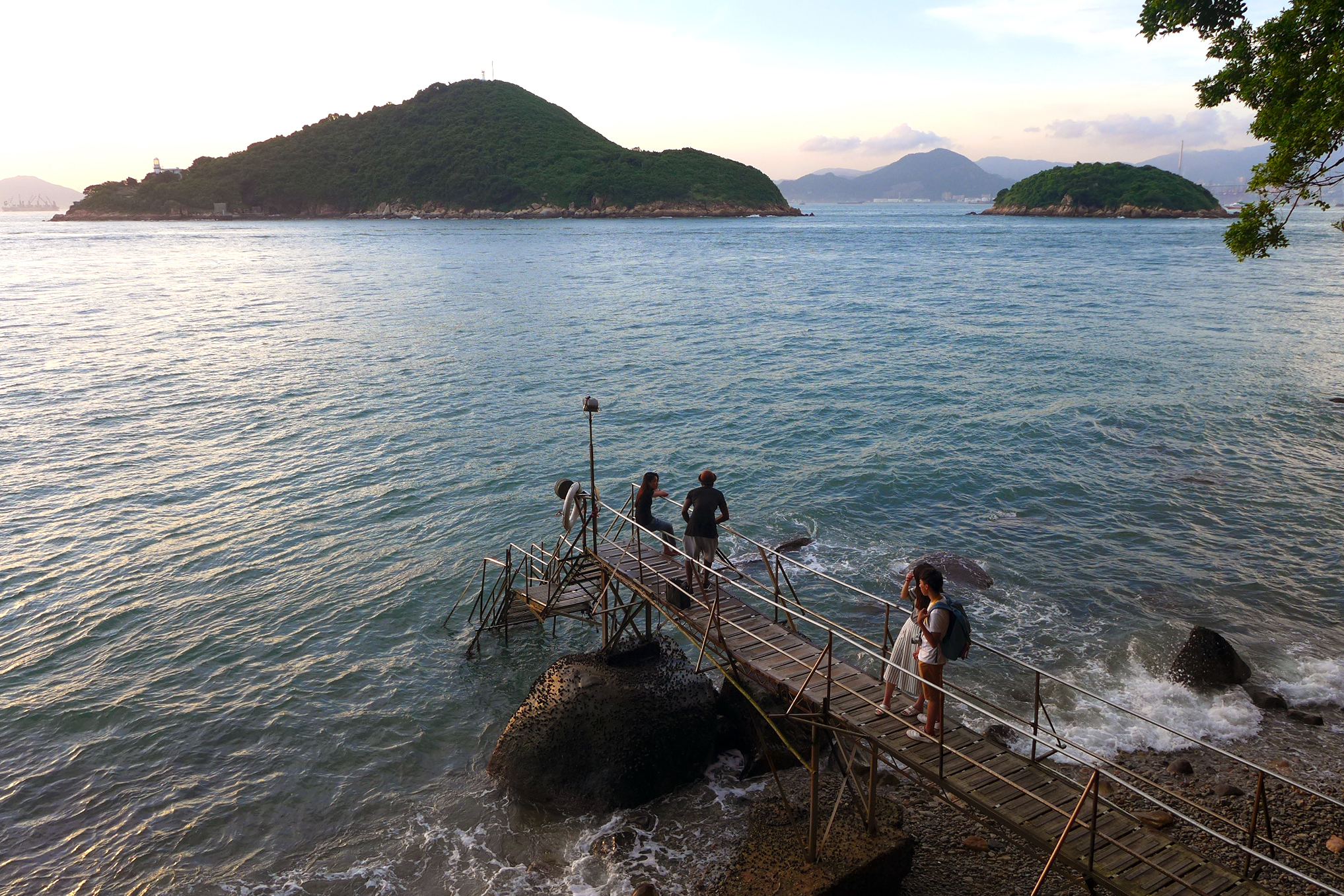
西環鐘聲泳棚及大小青洲
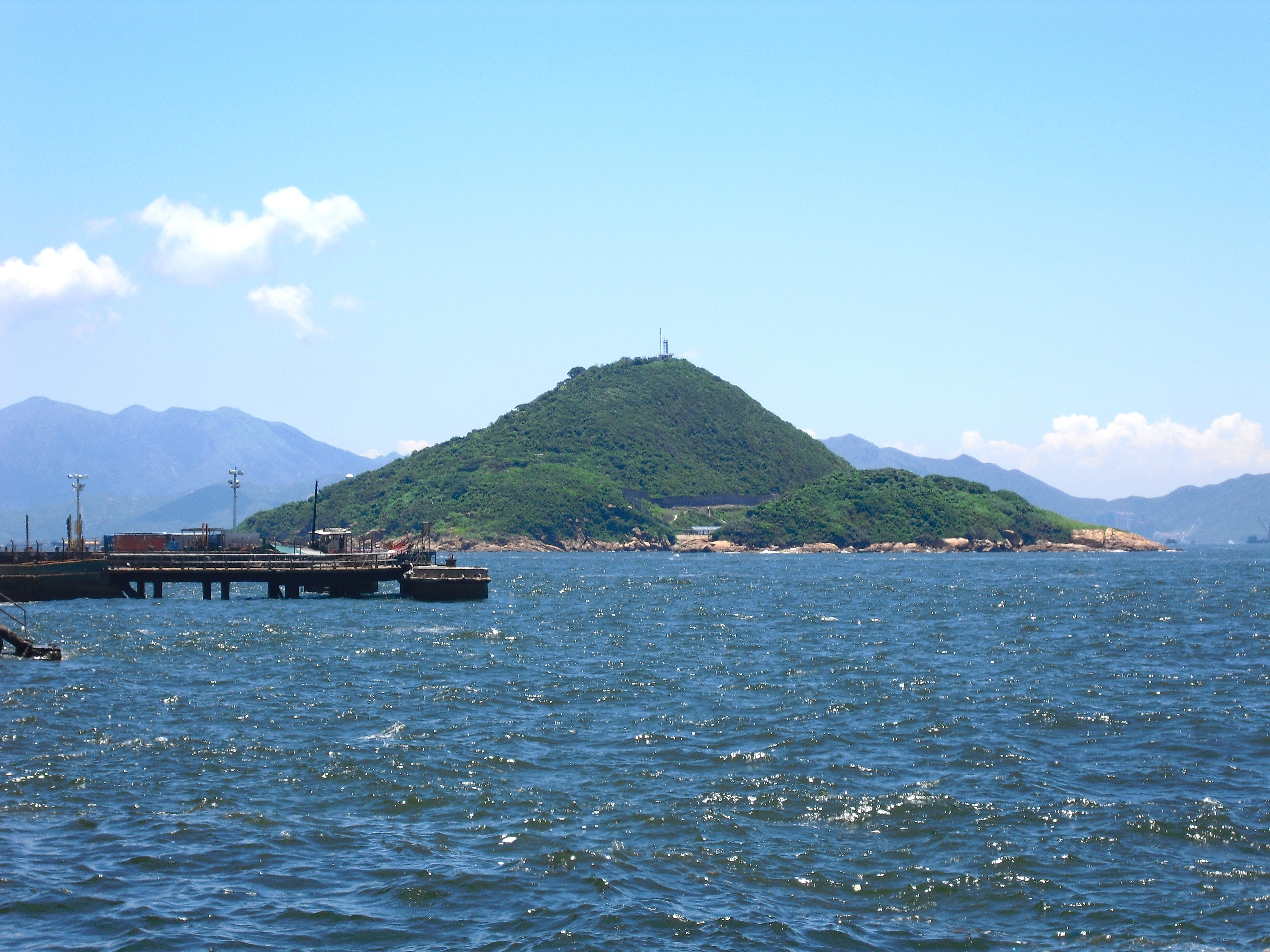
從堅彌地城新海旁看大小青洲
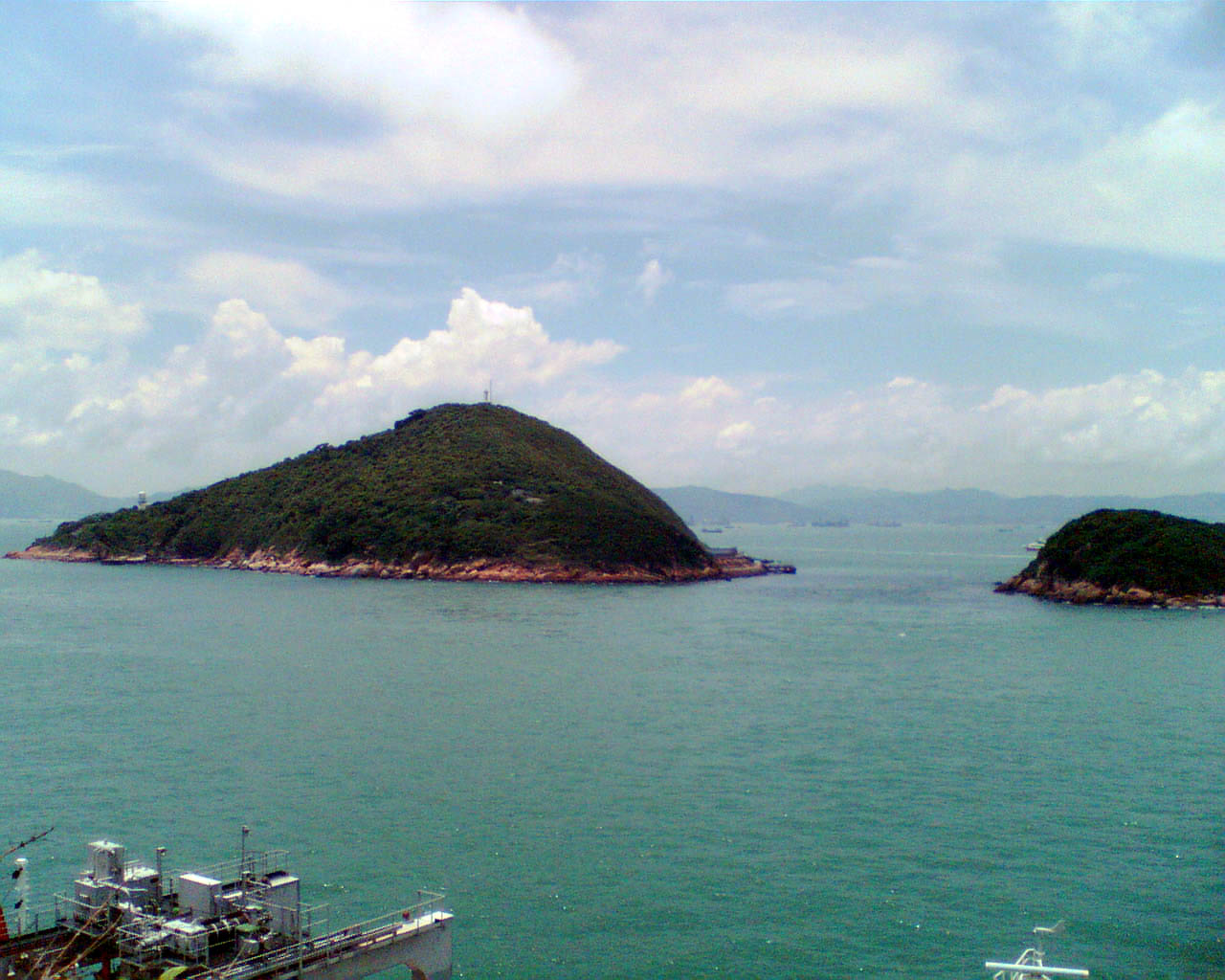
遠攝大小青洲
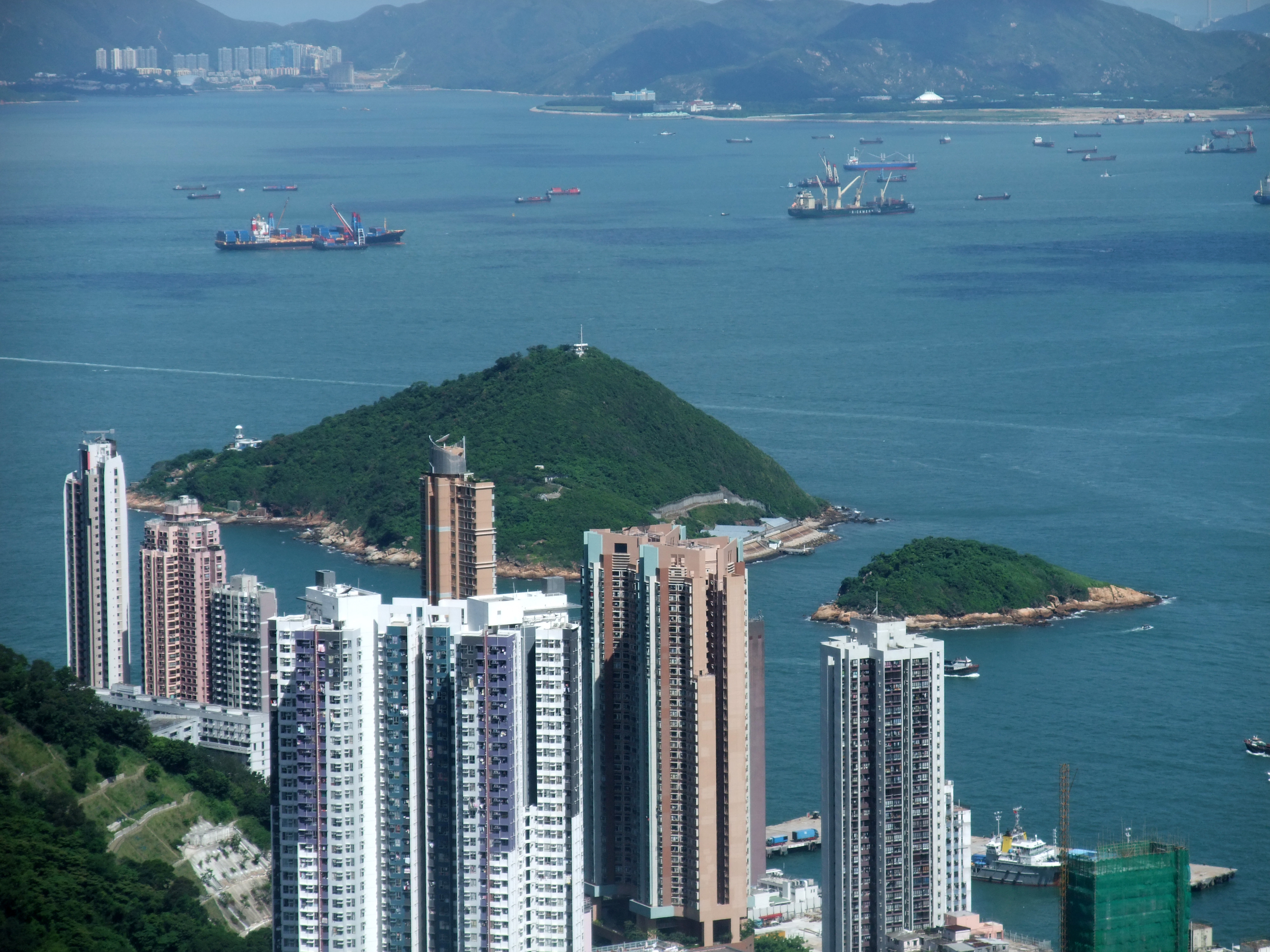
從山上俯瞰大小青洲

## 外部連結
- 青洲燈塔建築群 （页面存档备份，存于）